# محمد الشلهوب
محمد بندر الشلهوب (عربی: محمد الشلهوب؛ زادهٔ ۸ دسامبر ۱۹۸۰) یک بازیکن فوتبال سابق اهل عربستان سعودی است.
وی همچنین در تیم ملی فوتبال عربستان سعودی بازی کرده‌است.